# ISAKOS
A Sociedade Internacional de Artroscopia, Cirurgia do Joelho e Medicina do Esporte Ortopédica (ISAKOS: International Society of Arthroscopy, Knee Surgery and Orthopaedic Sports Medicine) é uma sociedade médica internacional com cerca de 4.000 membros, composta principalmente por cirurgiões ortopédicos, juntamente com cientistas do esporte, médicos do esporte e fisioterapeutas esportivos. Os membros representam cerca de 92 países diferentes, sendo associados as sociedades locais de medicina do esporte ortopédica ou associações similares. Os membros também podem estar associados à sua sociedade regional de medicina esportiva ortopédica, como a Arthroscopy Association of North America (AANA), a American Orthopaedic Society for Sports Medicine (AOSSM), a Asia-Pacific Knee, Arthroscopy and Sports Medicine Society (APKASS), a European Society for Sports Traumatology, Knee Surgery and Arthroscopy (ESSKA) e a Sociedad Latinoamericana de Artroscopia, Rodilla y Deporte (SLARD) em particular.
O objetivo da ISAKOS é atuar como uma associação de referência para sociedades regionais, atuando como uma fonte de troca de conhecimento entre elas e, o mais importante, promovendo a educação em cirurgia do joelho e medicina esportiva para as áreas do mundo onde tais oportunidades educacionais são deficitárias. A ISAKOS atinge esses objetivos por meio da participação dos membros em reuniões educacionais, patrocínio de visitas de cirurgiões de países mais pobres a centros de excelência, juntamente com outros prêmios, bolsas de estudo e endossos de encontros regionais.
A artroscopia (também chamada de cirurgia artroscópica) é um procedimento cirúrgico minimamente invasivo em uma articulação em que o tratamento ou apenas um exame é realizado usando um artroscópio, um endoscópio que é inserido na articulação por meio de uma pequena incisão.
A medicina esportiva, também conhecida como medicina do esporte e exercício ( MES ), é uma parte da medicina que trata da prevenção e tratamento de lesões relacionadas ao esporte e ao exercício .

## História
A ISAKOS foi criada em 1995, em Hong Kong, no congresso combinado da International Arthroscopy Association (IAA) e da International Society of the Knee (ISK). Anteriormente, essas duas sociedades realizavam reuniões consecutivas e, como a maioria das delegações compareciam a ambas, tornou-se um passo lógico combiná-las. ISAKOS é a união dessas sociedades internacionais (IAA e ISK). A ISAKOS realiza um congresso internacional a cada dois anos. Desde a fundação em 1995, as reuniões do Congresso têm sido realizadas em todo o mundo. O primeiro presidente da ISAKOS foi o Dr. Peter J. Fowler, do Canadá, nos anos de 1995 a 1997.
De 2015  a 2017, a sociedade foi presidida pelo Dr. Philippe Neyret (França), seguido pelo Dr. Marc Safran (EUA) entre 2017 – 19. A sociedade é atualmente presidida pelo Dr. Willem van der Merwe da África do Sul, que ocupará o cargo até 2021.

## Filiação
ISAKOS é uma sociedade verdadeiramente internacional de indivíduos, interessados em Ortopedia Esportiva e nos campos da medicina e ciências relacionados a ela. Isso inclui cirurgia do joelho, cirurgia artroscópica de todas as articulações e medicina esportiva ortopédica. É muito comum que aqueles que se candidatam a filiação também sejam membros das suas principais associações regionais. São elas a Associação de Artroscopia da América do Norte (AANA), a Sociedade  Americana para Medicina do Esporte Ortopédica (AOSSM), a Sociedade da Ásia-Pacífico de Joelho, Artroscopia e Medicina Esportiva (APKASS), a Sociedade Europeia de Traumatologia Esportiva, Cirurgia de Joelho e Artroscopia ( ESSKA) e a Sociedad Latinoamericana de Artroscopia, Rodilla y Deporte (SLARD). Os membros também são afiliados nas sociedades regionais ou nacionais de medicina esportiva ortopédica (ou equivalente). Na verdade, os membros dessas Associações podem obter a filiação a ISAKOS imediatamente após sua inscrição.
Existem duas categorias principais de associação:

### Membros associados
Aqueles com interesse ou habilidade nos campos da medicina ou ciência voltadas a artroscopia, cirurgia do joelho e medicina esportiva ortopédica serão elegíveis. Esses membros não têm direito a voto e não podem ocupar cargos.

### Membros ativos
Indivíduos qualificados como cirurgiões ortopédicos, cirurgiões musculoesqueléticos, reumatologistas ou equivalentes em seus países de origem e que tenham boa reputação médica em sua associação nacional ou regional, conforme determinado pelo comitê de membros da ISAKOS. Os membros ativos têm direito a voto em todas as reuniões e são elegíveis para ocupar cargos na sociedade. A afiliação ativa é concedida após análise da inscrição pelo Comitê de Afiliação, que se reúne nos encontros anuais da AAOS e nos congressos da ISAKOS.

## Prêmios
A fim de promover a excelência em pesquisa e recompensar aqueles que trabalharam para o benefício da Sociedade, a ISAKOS oferece uma série de prêmios. Esses prêmios são para artigos originais que são submetidos ao Congresso bienal em diversas categorias. Os prêmios são apresentados no Congresso e notificados no Boletim da Sociedade e no site da ISAKOS.
Muitos dos prêmios homenageiam membros proeminentes, antigos e atuais, da ISAKOS, além de notáveis da cirurgia esportiva, enquanto outros prêmios oferecem apoio financeiro para pesquisas, bolsas de estudo e participação em várias reuniões promovidas pela ISAKOS.
Em consonância com a missão fundamental da ISAKOS, a preferência é dada para o apoio de pesquisas e bolsas de estudo em países onde tais oportunidades não estariam disponíveis de outra forma.
Esses prêmios incluem;
Prêmios
- Prêmio John J. Joyce - Para o melhor artigo de artroscopia
- Prêmio Richard B. Caspari - Pelo melhor artigo de extremidade superior
- Jan I. Gillquist Scientific Award - Pela melhor pesquisa científica
- Prêmio Gary G. Poehling Award - Para o melhor artigo de cotovelo, punho e mão
- Prêmio Albert Trillat Young Investigator - Para o melhor jovem pesquisador
- Achilles Orthopaedic Sports Medicine Research Award - Para as melhores pesquisas em medicina esportiva
- Prêmio Paolo Aglietti - Pela melhor pesquisa em Artroplastia de Joelho
- Prêmio de Excelência em Pesquisa Femoropatelar - Pela Melhor Pesquisa Femoropatelar

Bolsas de estudo
- ISAKOS Global Traveling Fellowship
- The Patellofemoral Traveling Fellowship
- Bolsa de estudos da International Sports Medicine Fellows Conference
- Bolsas de estudo no Centro de Ensino
- ISAKOS Clinical Funded Research Session
- Programa de Mentoria em Pesquisa e Bolsas da ISAKOS Jovem Pesquisador

As inscrições para esses prêmios e bolsas são geralmente feitas um ano antes do Congresso Bienal.

## Atividades educacionais
O foco principal da ISAKOS é a educação nas áreas de Medicina Esportiva Ortopédica, Artroscopia e Cirurgia do Joelho. Ele atinge esse objetivo por 4 meios: o Congresso Bienal da ISAKOS, reuniões de consenso de especialistas resultando em uma publicação, cursos de instrução e técnicas cirúrgicas disponíveis no site da ISAKOS e muitos outros cursos com intenção educacional semelhante em todo o mundo. A ISAKOS também permite a promoção de programas de bolsas de estudo e oferece suporte financeiro para viagens educacionais específicas.
O Congresso Bienal.
Este é o evento mais importante do calendário ISAKOS e muitas atividades estão centradas no planejamento e organização deste Congresso Internacional. Muitos dos Comitês ISAKOS contribuem com a estrutura, formato e conteúdo do Congresso com a supervisão do Comitê do Programa e do Presidente do Programa. O Congresso é um fórum para artigos livres e os resumos são necessários geralmente com 12 meses de antecedência. Há uma forte competição para aceitação de trabalhos para apresentação em pódio e isso garante a qualidade do programa.
Além disso, o Congresso também inclui Cursos de Instrução sobre tópicos específicos conduzidos por especialistas internacionais, juntamente com Simpósios sobre tópicos de interesse atual. Nos últimos anos, o Congresso se expandiu para incluir demonstrações  de cirurgias ao vivo e 'workshops práticos'.
As apresentações de pôster agora são feitas eletronicamente e os delegados recebem uma cópia eletrônica com a inscrição. Mais recentemente, o Congresso também disponibilizou um aplicativo dedicado que permite aos delegados visualizarem resumos e planejar sua participação no Congresso.
O Congresso também inclui sessões para debates sobre temas atuais, exposições técnicas e tempo para networking, que é importante para o desenvolvimento de contatos profissionais internacionais.
O Congresso bienal ISAKOS é considerado um dos principais encontros internacionais da sociedade ortopédica. Ele oferece uma oportunidade única para os participantes compartilharem, discutirem e aprenderem os últimos avanços em artroscopia, cirurgia de joelho e medicina esportiva. O Encontro costuma durar 5 dias, durante os meses de maio ou junho. Vários prêmios ISAKOS para pesquisas clínicas ou laboratoriais de destaque são apresentados durante esta reunião. A reunião ISAKOS mais recente foi realizada em 2017 em Xangai, China, e envolveu mais de 4.000 participantes de 84 países apresentando 256 trabalhos e 753 posteres eletrônicos.
ISAKOS também apóia e colabora com várias outras reuniões ao longo do ano, focadas em lesões do joelho ou outras áreas de interesse relacionadas ao esporte. Além disso, a Sociedade fornece credenciamento para vários outros cursos educacionais em todo o mundo.
Reuniões de consenso de especialistas com foco.
Os Comitês Clínicos da ISAKOS são formados por membros de várias nacionalidades, com interesses comuns. Isso fornece um fórum ideal para discussão e muitas vezes resolução de muitas questões relevantes para especialidade. Freqüentemente, o Comitê convoca uma reunião para resolver uma questão ou discutir um tópico específico. Especialistas de todo o mundo, sejam membros da ISAKOS ou não, são convidados para essas reuniões onde geralmente se chega a um consenso.
Essas reuniões geralmente resultam em uma publicação sobre o tema. Um consenso internacional sobre um tópico controverso é uma resolução de problema muito mais considerada do que as opiniões de um único especialista.
Uma série de publicações derivadas dos resultados das reuniões de consenso estão disponíveis para os membros, muitas das quais foram publicadas na literatura ortopédica respeitada.
Aulas do curso de instrução e Vídeos de técnica cirúrgica.
Por meio do site da ISAKOS e do link Global, os membros podem ver muitos vídeos instrutivos sobre tópicos atuais. Vídeos de técnicas cirúrgicas também estão disponíveis. Muitos deles foram gravados durante sessões anteriores do Congresso e outros foram fornecidos por cirurgiões individualmente, para o benefício dos membros da ISAKOS.
Reuniões aprovadas pela ISAKOS .
Sociedades regionais têm suas reuniões locais atraindo seus membros e outros delegados locais ou de outros países. Essas sociedades locais podem solicitar a aprovação de seu programa à ISAKOS. Isso é determinado pelo Comitê Científico e se a aprovação for concedida, pode ser anunciada pela sociedade regional. A expectativa é que tal aprovação ofereça maior credibilidade à natureza científica da reunião aprovada.